# Llibertat (1915-1930)
Llibertat fou un periòdic tradicionalista d'Igualada, editat en català, que es va publicar en tres períodes, entre els anys 1915 i 1930.

## Primera època, 1915-1919
Portava el subtítol: «Quinzenal tradicionalista». En els 29 primers números hi ha, a més, quatre citacions sobre la llibertat: «La llibertat sens fre és el llibertinatge, falsificació de la vera llibertat. Cardenal Mercier». «Llibertat és el resultant del cumpliment exacte de les lleis quan les lleis son justes. Carles VII». «¿Que cridan? ¿Visca la llibertat? Doncs barra la porta. Antoni Aparisi Guijarro». «Oh llibertat! Quants crims s'han comés en ton nom!. Madame Roland».
Se'n van publicar 123 números. La redacció i l'administració estava al carrer de Sant Roc, núm. 18. S'imprimia als tallers de Nicolau Poncell, amb un format de 44 x 32 cm i tenia quatre pàgines a tres columnes.
Portava informació política i defensava els carlisme i les idees tradicionalistes. Era el portaveu de la Comunió Tradicionalista i van dedicar la publicació a Jaume de Borbó. En el primer número diuen: «En la nostra banders que avui estrenem al vent hi figuran tres lemes: Deu, Patria i Rei... Venim també a fer acció, acció política, acció social i acció religiosa»
En les seves seccions n'hi havia una, «Clatellades i pessics», amb notes iròniques sobre El Igualadino, periòdic local republicà. També van publicar biografies d'igualadins il·lustres i van muntar una campanya de desprestigi de Ferrer Guàrdia en una sèrie d'onze articles que els van enfrontar a El Obrero Moderno. Va deixar de publicar-se a causa de desavinences ran de les eleccions de diputats a les Corts l'any 1919. Els redactors més habituals eren Lluís Riba Martí, Frederic Prat, Joan Lladó, Gabriel Auguet i Ramon Solsona Cardona. També hi col·laboraven, amb articles més literaris i històrics, Jaume Boloix i Canela i Gabriel Castellà Raich.

## Segona època, 1924-1926
Portava el subtítol: «Quinzenal tradicionalista». A la capçalera, també hi consta «Aon hi ha l'Esperit del Senyor, allí hi ha llibertat», una cita del llibre dels Corints, en llatí i en català.
Se'n van publicar 47 números. La redacció i l'administració estava al carrer de Sant Roc, núm. 18. Al començament es va imprimir als tallers de Nicolau Poncell d'Igualada i, a partir del núm. 18, a l'editorial Manresa, de Manresa. Tenia un format de 44 x 32 cm, amb quatre pàgines a tres columnes.
Com en l'etapa anterior, continuava amb la defensa del tradicionalisme i la monarquia federal, tot i que també hi ha notícies curtes, articles literaris i informació de les sessions de l'Ajuntament. Diu Ramon Solsona, un dels principals impulsors del periòdic: «Durante esta segunda época tuvo que pelear con decisión y energía por los fueros de la verdad, prosiguiendo con su característica dignidad de lenguaje y su irrenunciable calidad literaria, logrando el cariño, respeto y admiración de propios y extraños». Ell mateix comenta que els redactors més habituals eren: Francesc Riba Ferrer, Josep Bordas Llobet, Lluís Serra Adzet, Lluís M. Cardona Vall, Antoni Jorba Soler, Miquel Solà i Dalmau, Magí Castelltort Miralda, Pau Llacuna Alemany i Ramon Solsona Cardona. A partir del núm. 47, es va editar a Manresa, amb una nova numeració però amb els mateixos continguts.

## Tercera època, 1926-1930
Com en l'etapa anterior, portava el subtítol: «Quinzenal tradicionalista». A la capçalera, també hi consta «Aon hi ha l'Esperit del Senyor, allí hi ha llibertat», una cita del llibre dels Corints, en llatí i en català. Curiosament, continua fent constar "2ª època", però en realitat era la tercera perquè va començar una nova numeració el 15 de febrer de 1926.
Se'n van publicar 106 números. La redacció i l'administració estava al carrer de Sant Roc, núm. 18. Al començament es va imprimir a l'editorial Manresa, de Manresa, i a partir del núm. 29 als tallers de Pere Bas estamper, d'Igualada. Tenia un format de 44 x 32 cm, amb quatre pàgines a tres columnes. Al principi s'imprimia a Manresa «per a evitar els rigors del llapis roig local, extremadament inexorable amb l'oposició...».
El contingut, la ideologia i els redactors eren els mateixos que en l'etapa anterior. En aquest període es va cuidar especialment la imatge gràfica: «su atavio gráfico y tipográfico, gracias a una cuidada dirección artística y a la publicación de dibujos y grabados de calidad, no había sido igualado en nuestra ciudad por ninguna otra publicación similar». Va publicar dos suplements extraordinaris. Un, amb motiu del tercer centenari del temple de Santa Maria (12-11-1927) i l'altre (19-5-1929), en honor del Sant Crist d'Igualada.